# 「派手!!!」
「「派手!!!」」（はで）は中山美穂の9枚目のシングルである。1987年3月18日にキングレコードからリリースされた。(EP: K07S-10161)（CDS：KIDS-95）

## 概要
表題曲は本人主演のTBS系ドラマ『ママはアイドル!』の主題歌。カップリング曲の「ジェラシー」も同ドラマの挿入歌として1度だけ使用された。
デビュー曲から多くの作品を提供した松本隆（作詞）・筒美京平（作曲）によるシングルは本作で最後となった。
千葉県八千代台ユアエルムで行われた同曲の発表会には、1万人のファンが集まった。

## 収録曲
1. 「派手!!!」
  - 作詞：松本隆 / 作曲：筒美京平 / 編曲：船山基紀
2. ジェラシー
  - 作詞：松本隆 / 作曲：筒美京平 / 編曲：船山基紀

## 収録アルバム
「派手!!!」
- COLLECTION
- Dramatic Songs
- Pure White Live '94（限定盤） - ライブ音源（シングルメドレー）
- Complete SINGLES BOX
- 中山美穂 パーフェクト・ベスト
- 筒美京平 GOLDEN HISTORY〜WAKU WAKUさせて〜（オムニバスアルバム）
- 30th Anniversary THE PERFECT SINGLES BOX
- All Time Best

ジェラシー
- Complete SINGLES BOX
- 30th Anniversary THE PERFECT SINGLES BOX